# Heeswijk (Bernheze)

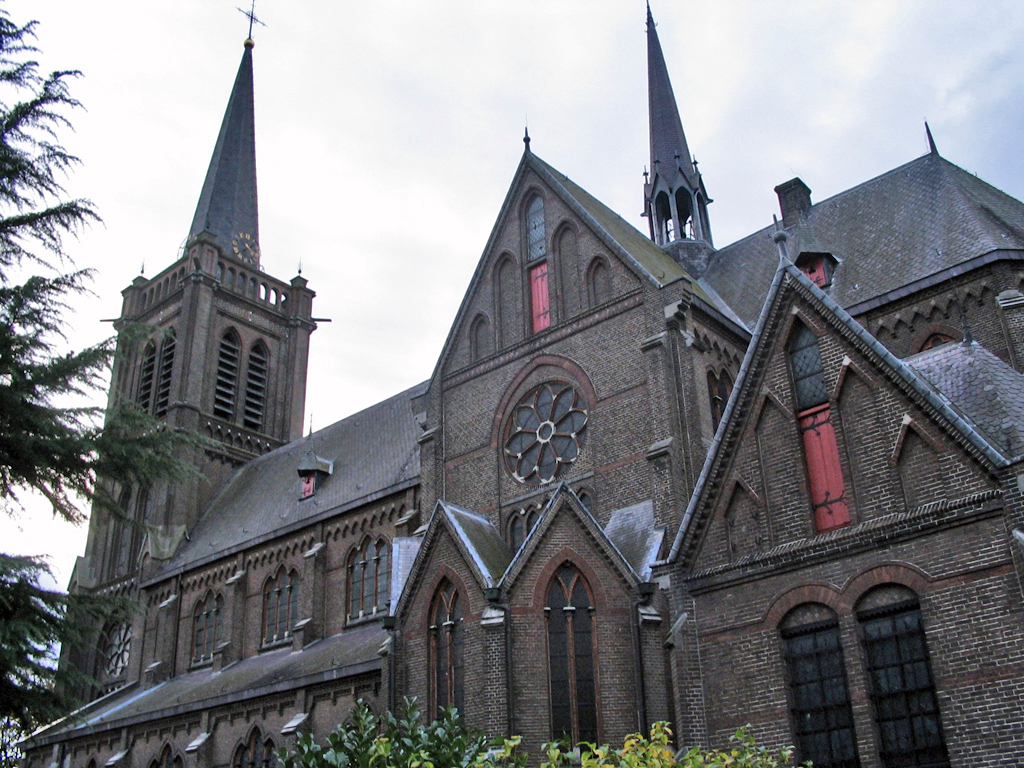
Kerk van Heeswijk

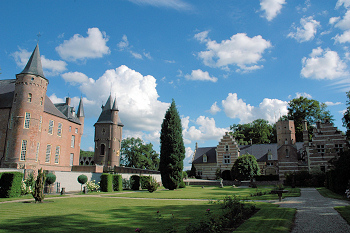
Kasteel Heeswijk

Heeswijk (dialect: Hezik) is een dorp  en voormalige gemeente in de provincie Noord-Brabant, gelegen in de Meierij van 's-Hertogenbosch. In 1969 werd de gemeente Heeswijk met de buurgemeente Dinther en een deel van Loosbroek samengevoegd tot Heeswijk-Dinther. In 1994 werd Heeswijk-Dinther met de gemeenten Heesch en Nistelrode tot een nieuwe gemeente, met de kunstmatige naam Bernheze. Bernheze telt 32.500 inwoners, het dorp Heeswijk alleen telt ongeveer 3080 inwoners.

## Etymologie
De naam "Heeswijk" komt van het Oudhoogduitse "haisjo", dat "kreupelhout" betekent. Het achtervoegsel "-wijk" komt van het Latijnse woord "vicus" dat "buurtschap" betekent.

## Geschiedenis
De oudste vermelding stamt uit 1196, toen Albert van Heeswijk, de eerst bekende Heer van Heeswijk-Dinther, zijn bezittingen schonk aan de Abdij van Berne, toen nog in Bern gelegen. Tot deze bezittingen behoorde het hof "Bernehese". Op deze wijze is de verbinding tussen genoemde Abdij en Heeswijk tot stand gekomen. Bernhese werd een uithof van deze Abdij.
Heeswijk behoorde in de Middeleeuwen tot het Kwartier van Maasland van de Meierij van 's-Hertogenbosch.
Na de Val van 's-Hertogenbosch in 1629 moest de abt, Jan Moors, vluchten en vond onderdak in Kasteel Heeswijk.
In 1835 werd Kasteel Heeswijk gekocht door Andreas van den Bogaerde van Terbrugge, die in 1832 Gouverneur van Noord-Brabant was geworden. Deze legde de straatweg van Rosmalen naar Veghel aan, die Heeswijk-Dinther ontsloot en nog steeds de naam Gouverneursweg heeft. Hierdoor groeiden Heeswijk en Dinther geleidelijk aan elkaar, en vormden sinds 1969 de gemeente Heeswijk-Dinther. In 1982 werd het nieuwe gemeentehuis in gebruik genomen.
De bevolking van Heeswijk nam toe van 700 in 1813, tot 997 in 1850 en 1.158 in 1900. Daarna was de bevolkingsgroei gering om na de Tweede Wereldoorlog weer toe te nemen tot 2.065 in 1950 en bij het samengaan met Dinther in 1969 waren dat er 2.708. In 2000 was dit aantal tot 3.053 gestegen.

## Bezienswaardigheden
- Kasteel Heeswijk dateert uit de twaalfde eeuw. Het is een in 2005 geheel gerestaureerde waterburcht.
- De Abdij van Berne (een abdij van de Norbertijnen)
- De Sint-Willibrorduskerk is een neogotische kerk uit 1895. Bij de pastorie staat een Heilig Hartbeeld.
- Huis Drie Dobbelstenen aan de Lariestraat 5 is een woonhuis uit 1790, waar in 1930 drie dobbelstenen zijn geplaatst in de voorgevel: twee met zes, en één met zeven ogen, symboliserend het aantal sacramenten dat drie telgen van het geslacht Dobbelsteen hebben ontvangen.

## Cultuur
- Natuurtheater De Kersouwe (opgericht in 1946) organiseert elk jaar meer dan 30 voorstellingen in de zomermaanden.
- Beeldentuin Interart is een belangrijk centrum voor moderne beeldende kunst.

## Natuur en landschap
Heeswijk ligt in het dal van de Aa en wel op de rechteroever. Aan de oorspronkelijke loop van deze rivier ligt ook Kasteel Heeswijk. Nabij het kasteel ligt het natuurgebied Landgoed Heeswijk. De rivier is echter rechtgetrokken gedurende de jaren 30 van de 20e eeuw. Slechts enkele dode meanders bleven behouden. De oude loop vormde eertijds de gemeentegrens. Ten zuiden van Heeswijk, op Schijndels grondgebied, loopt de Zuid-Willemsvaart parallel aan de Aa. Deze doorsnijdt een broekbosgebied dat aansluit op Wijboschbroek.
Ten noorden van Heeswijk stroomt de Leigraaf die uiteindelijk in de Aa uitkomt. Daar weer ten noorden van liggen de Heeswijkse Bossen. Dit is een in de 19e eeuw aangeplant naaldbos op stuifzand en heide waarbinnen zich enkele heiderestanten en het Klotven bevinden. De das is een van de bewoners van dit gebied. Eigenaars zijn Kasteel Heeswijk, de parochie en particulieren. Ten oosten hiervan ligt een bungalowpark, "De Wildhorst" geheten.
Aansluitend op de Heeswijkse Bossen vindt men het Waterwingebied Loosbroek.

## Nabijgelegen kernen
Dinther, Loosbroek, Middelrode, Wijbosch, Schijndel